# SN 1997cx
SN 1997cx – supernowa typu II odkryta 12 lipca 1997 roku w galaktyce NGC 3057. Jej maksymalna jasność wynosiła 14,20m.